# The Invention of Lying
The Invention of Lying (Increíble pero falso en España y La mentira original en Hispanoamérica) es una película estadounidense de comedia de 2009 escrita y dirigida por Ricky Gervais y Matthew Robinson y protagonizada por Gervais junto a Jennifer Garner, Jonah Hill, Jeffrey Tambor, Rob Lowe y Tina Fey. La película se estrenó en  Estados Unidos el 2 de octubre de 2009.

## Argumento
La película está ambientada en una realidad alternativa, donde nunca nadie miente ni ha mentido, y todo lo que se dice es la verdad (o la verdadera opinión de quien lo expresa); incluso verdades crueles, o que uno podría reservarse a sí mismo. La consecuencia de esta realidad en la que nadie miente, es que no hay creencias religiosas. La ausencia de ficción resulta en una industria cinematográfica limitada a la lectura de relatos históricos, y en comerciales tan abierta e incómodamente sinceros como lo es la gente.
Mark Bellison (Ricky Gervais) es un escritor de películas (donde se leen relatos históricos) infructuoso, al que se le asigna escribir sobre el siglo XIV, una era "muy aburrida". Una noche tiene una cita con Anna McDoogles (Jennifer Garner). Ella le dice que no se siente atraída hacia él (debido a su apariencia y su situación económica), pero que igual tendrán la cita para poder satisfacer a su extremadamente perjudicial madre y como un favor hacia el amigo de Mark, Greg Kleinschmidt (Louis C.K.).
Al día siguiente Mark es despedido de su trabajo debido a la falta de interés en sus películas, y su casero lo expulsa por no pagar el alquiler. Deprimido, va al banco a cerrar su cuenta. El cajero le informa que los equipos están caídos, y le pregunta cuánto dinero tiene en su cuenta. En ese momento Mark tiene una epifanía y dice la primera mentira en la historia del mundo, que tiene 800 dólares en su cuenta. La computadora vuelve a funcionar y muestra que su saldo es de 300 dólares; pero el cajero le entrega el total de 800 dólares de todas formas, suponiendo que fue un error del sistema.
Desde ese momento se percata que una mentira puede aliviar la vida de las personas, aparte que puede  mejorar su desempeño laboral (llega a inventar la literatura). Cuando su madre muere le miente diciendo que esta pasará a otra vida donde estará bien. Puesto que es escuchado por el personal del hospital debe finalmente inventar toda un sistema teológico (religión) que le lleva a tener fama y dinero. Sin embargo para lograr el amor debe ser sincero.

## Reparto
- Ricky Gervais ... Mark Bellison
- Jennifer Garner ... Anna
- Jonah Hill ... Frank
- Rob Lowe ... Brad Kessler
- Louis C.K. ... Greg
- Christopher Guest ... Nathan Goldfrappe
- Tina Fey ... Shelley
- Roz Ryan ... Enfermera Barbara
- Jeffrey Tambor ... Anthony
- John Hodgman ... El sacerdote
- Jimmi Simpson ... Bob
- Fionnula Flanagan ... Martha
- Jason Bateman ... Doctor (cameo)
- Stephen Merchant ... (cameo)
- Philip Seymour Hoffman ... Jim el cantinero
- Edward Norton ... Oficial de policía

## Producción
La película fue originalmente producida bajo el título de This side of the truth (Este lado de la verdad), pero Gervais anunció en su blog, en abril de 2009, que el título había cambiado, revirtiendo una afirmación anterior. Fue financiada por Media Rights Capital y Radar Pictures. El rodaje tuvo lugar principalmente en Lowell, Massachusetts, en abril de 2008. Pero también hubo rodaje en Quincy, Massachusetts, Andover del norte, MA, y Boston. El rodaje terminó a principios de junio de 2008.

## Lanzamiento
Warner Bros. retuvo los derechos para la distribución en América del Norte de la película, mientras que Universal Pictures se quedó con los derechos de estreno de la película fuera de esa región. La película fue estrenada en Estados Unidos el 2 de octubre de 2009 y tuvo su estreno mundial dos semanas antes, en el Festival de Cine de Toronto, el 14 de septiembre de 2009.
| País           | Estreno                         |
| -------------- | ------------------------------- |
| Reino Unido    | Viernes, 2 de octubre de 2009   |
| Irlanda        | Viernes, 2 de octubre de 2009   |
| Estados Unidos | Viernes, 2 de octubre de 2009   |
| Australia      | Jueves, 26 de noviembre de 2009 |
| Kuwait         | Jueves, 4 de febrero de 2010    |
| Brasil         | Viernes, 5 de febrero de 2010   |
| Francia        | Miércoles, 28 de abril de 2010  |
| España         | Viernes, 30 de abril de 2010    |
| Alemania       | Jueves, 8 de julio de 2010      |

## Recepción

### Crítica
La película tiene actualmente un 60% Rating 'dulce' en Rotten Tomatoes, basado en 47 comentarios y una puntuación de 58/100 basado en 22 comentarios en Metacritic. Roger Ebert del Chicago Sun-Times otorgó la película las tres y media estrellas de cuatro diciendo que "en su amable, tranquila, clasificación PG-13, es una comedia muy radical", mientras Empire dio a la película 1 estrella de 5 diciendo que "la tambaleante trama depara en una sátira religiosa terriblemente mal concebida". La Conferencia de los Estados Unidos de Obispos Católicos de puntuación La invención de la mentira como "0 - moralmente ofensiva".  Sin embargo, Xan Brooks, de The Guardian fue más favorable, dando a la película cuatro estrellas, aunque fue crítico de algunos aspectos: "Es inteligente y es divertida. Pero también es demasiado obviamente  esquemática, mientras que la subtrama romántica puede sentirse tremendamente sintética a veces".

### Taquilla
La película se estrenó en el Reino Unido en el # 2, detrás de la Fama con 1.735.326 libras de recaudación y en el # 5 en los Estados Unidos con 7.027.472 dólares tras Zombieland, Lluvia de albóndigas en su tercer fin de semana, el de Toy Story / Toy Story 2 en 3-D con su doble función, y Surrogates, en su segundo fin de semana.